# Bout de Zan se venge
Bout de Zan se venge és una pel·lícula muda francesa escrita i dirigida per Louis Feuillade i estrenada el 9 de juny de 1916.
Aquesta pel·lícula forma part de la sèrie Bout de Zan.

## Repartiment
- René Poyen : Bout de Zan